# FIM-92 Stinger
Raytheon FIM-92 Stinger je americký přenosný protiletadlový raketový komplet země-vzduch (MANPADS – Man-portable air-defense systems), který byl vyvinut v letech 1967–1978, zařazen do výzbroje USAF roku 1981 a užívá se ve 29 armádách. Dvoustupňová raketa na pevné palivo má infračervené navádění, dá se odpalovat z ramene, z vozidel i z vrtulníků (jako AAM). Používá se k ničení celé řady vzdušných cílů, od malých bezpilotních letounů přes vrtulníky k nízko letícím proudovým letounům. Vyrábí jej firma Raytheon v USA a v licenci firma EADS v Německu.
Jeho přímým předchůdcem je systém FIM-43 Redeye, Stinger nesl původně označení Redeye II.
Verze odpalované z vrtulníků jsou neoficiálně označované jako AIM-92 Stinger.

## Parametry
- Rozměry: délka 1,52 m; průměr 70 mm
- Hmotnost: 14,3 kg, z toho raketa 10,1 kg, bojová hlavice 3 kg
- Rychlost: 2700 km/h, 750 m/s, Mach 2,2
- Dostřel: 8 km
- Cena: 118 000 USD za kus v roce 2020.